# Fournoulès
Fournoulès är en kommun i departementet Cantal i regionen Auvergne-Rhône-Alpes i mitten av Frankrike. Kommunen ligger  i kantonen Maurs som ligger i arrondissementet Aurillac. År 2018 hade Fournoulès 62 invånare.

## Befolkningsutveckling
Antalet invånare i kommunen Fournoulès
Referens:INSEE